# Universidad del Trabajo del Uruguay

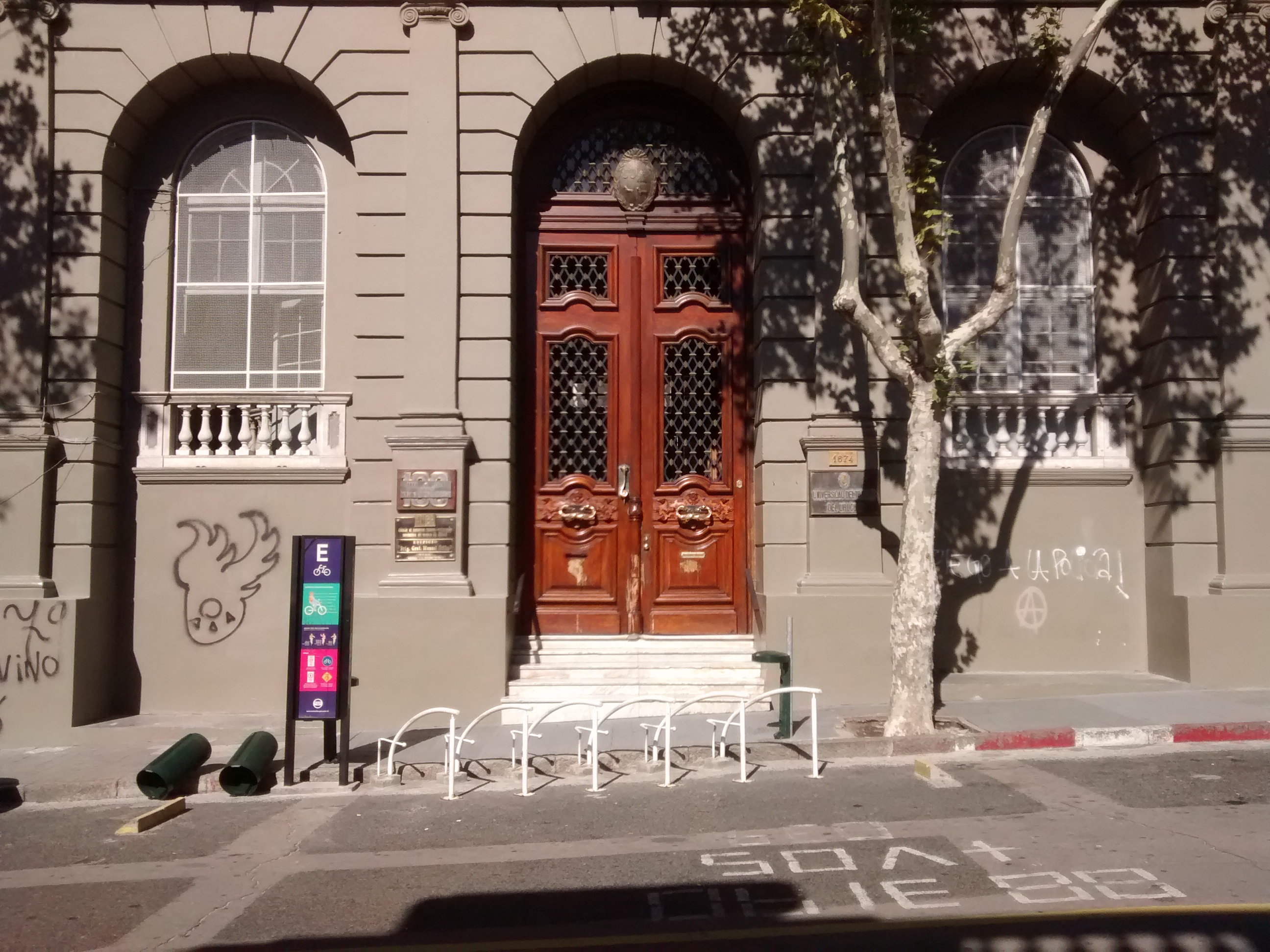
Universidad del Trabajo del Uruguay

Die Universidad del Trabajo del Uruguay (UTU) ist eine Universität in Uruguay.
Die einer Fachhochschule vergleichbare Universität hat ihren Sitz im montevideanischen Barrio Palermo in der Calle San Salvador. Ihre Gründung erfolgte am 9. September 1942. Erster Rektor war José F. Arias, derzeit hat diese Funktion Prof. Wilson Netto Marturet inne. Die als technische Hochschule ausgerichtete UTU bietet dezentral an mehreren Orten des Landes Kurse und Programme in den dortigen Außenstellen der Universität an. Belegbar sind unter anderem die Bereiche Elektrotechnik, Landwirtschaft, Kunst und Gewerbe, Chemie, Graphik oder Mode.

## Bekannte Absolventen
- Carlos Seveso (* 1954), Künstler[4]